# رياض البغدادي البارزي
محمد رياض البغدادي البارزي مواليد حماة- سوريا 1934 محامي وسياسي سوري شغل منصب وزير الإنشاء والتعمير 1984-1987

## النشأة والتعليم
الاسم الكامل هو محمد رياض بن محمد درويش البغدادي البارزي ولد وترعرع في مدينة حماه درس وتخرج في جامعة دمشق كلية الحقوق عام 1955 وأصبح محامي ممارس وانتسب لنقابة المحاميين عام 1957

## الحياة المهنية
كان محامياَ ممارساَ يعمل في مكتبه الخاص في حماه ويعتبر رابع محامي من حيث الترتيب في القدم في المدينة ويعتبر هذا المكتب هو ثاني مكتب تم افتتاحه في حماه بعد مكتب المحامي محمد علي عطورة كما وتدرب على يد المحامي أحمد سلطان الذي أصبح فيما بعد وزيراَ للعدل في سوريا 
```
عين عضو مجلس بلدي لمدينة حماه اواخر السبعينات من القرن الماضي. انتسب لحزب الشباب الذي أصبح فيما بعد 
حركة الاشتراكيين العرب
 
حركة الاشتراكيين العرب
 في أول نشأتها عام 1961 التي رشحت اسمه لاحقاَ ليكون صاحب الحقيبة الوزارية لوزارة الإنشاء والتعمير حسب المحاصصة الحكومية في حكومة 
عبد الرؤوف الكسم
 ومن ثم
```

تم تسميته وزيراَ للإنشاء والتعمير في حكومة عبد الرؤوف الكسم الثانية عام 1984-1985 حكومة عبد الرؤوف الكسم الثانية ثم استمر في منصبه في الحكومة الثالثة بين عامي 1985-1987 حكومة عبد الرؤوف الكسم الثالثة ليخرج منها في نهاية المطاف.

## وفاته
قام بعملية جراحية في القلب في عام 2007 في مدينة حماه وحصل خطأ طبي أثناء العملية مما اضطر لنقله إلى العاصمة الأردنية عمان حيث وافته المنية هناك وبعدها تم نقل جثمانه إلى حماه ليدفن فيها عام 2007